# Козырь, Артём Владимирович
Артём Владимирович Козырь (10 мая 1990, Минск) — белорусский гребец-каноист, выступает за национальную сборную Белоруссии по гребле начиная с 2015 года. Трёхкратный чемпион мира, чемпион Европейских игр 2019 года, серебряный и бронзовый призёр чемпионатов Европы, многократный победитель и призёр регат национального значения.

## Биография
Артём Козырь родился 10 мая 1990 года в Минске. В период 1997—2008 годов учился в минской средней общеобразовательной школе № 138.
Активно заниматься греблей начал с раннего детства, проходил подготовку в посёлке Ждановичи в специализированной детско-юношеской школе олимпийского резерва ПОП ОАО «1-я Минская птицефабрика» и позже в Республиканском центре олимпийской подготовки по гребным видам спорта. Тренировался под руководством таких специалистов как Г. Л. Лисейчиков, Г. В. Юхнович, В. Р. Суетин. Состоит в спортивном клубе Федерации профсоюзов Беларуси.
Первого серьёзного успеха на взрослом международном уровне добился в сезоне 2015 года, когда вошёл в основной состав белорусской национальной сборной и побывал на чемпионате Европы в чешском Рачице, откуда привёз награду серебряного достоинства, выигранную в зачёте одиночных каноэ на дистанции 200 метров — в финале на финише его обошёл только россиянин Андрей Крайтор. Благодаря череде удачных выступлений удостоился права защищать честь страны на чемпионате мира в Милане — в одиночках на двухстах метрах обогнал здесь всех своих соперников и завоевал тем самым золотую медаль.
В 2016 году Козырь выступил на европейском первенстве в Москве, где стал бронзовым призёром в двухсотметровой дисциплине каноэ-одиночек — в решающем заезде уступил Андрею Крайтору из России и Генрикасу Жустаутасу из Литвы. Рассматривался как фаворит на победу в летних Олимпийских играх в Рио-де-Жанейро, однако вся мужская гребная команда Белоруссии была отстранена от соревнований в связи с допинговым делом, и Козырь в итоге так и не выступил на этой Олимпиаде.
Имеет высшее образование, окончил Белорусский государственный университет физической культуры по специальности «Спортивная психология». За выдающиеся спортивные достижения удостоен почётного звания «Заслуженный мастер спорта Республики Беларусь».